# 張瑞雄
張瑞雄（1958年6月6日—），中華民國資訊科學家與教育家，出生於臺南市白河區，畢業於國立臺灣大學電機系畢業、并在國立清華大學計算機與管理決策研究所獲得博士學位。曾任國立臺灣科技大學教授、國立東華大學資訊工程學系教授暨系主任、國立東華大學共同教育委員會首任主任，國立東華大學學務長、教務長、副校長，後任臺北商業大學校長。在2022年任期任滿後卸任校長，目前是國立台北商業大學榮譽講座教授。

## 經歷[3]
- 國立臺灣大學電機系畢業
- 國立清華大學計算機與管理決策研究所博士學位
- 中山科學研究院技正
- 國立臺灣科技大學教授
- 國立東華大學系主任、學務長、教務長、副校長
- 台灣觀光學院校長(借調)
- 臺北商業大學校長(2014年4月16日－2022年4月15日)
- 國立台北商業大學資訊與決策科學研究所校外兼任教授(2022年8月-至今)
- 1111人力銀行執行長[4]

## 爭議事件
- 任臺北商業大學校長五年期間，曾被爆「濫權自肥」利用學校名義爭取中央官舍，並沒有在編列中預算挪用校方款項，建設學校宿舍並且更買家具，給予前妻及兒子住宿，自己更是另有別處，明顯已觸法，並有不法所得等多項引發爭議[3]。

## 出版作品
- 元宇宙的讀書人[5]

## 外部連結
- 張瑞雄在台北商業大學的介紹 （页面存档备份，存于）